# Tour de RDA
Le Tour de RDA est une course cycliste à étapes qui a été disputée de 1949 à 1989 en République démocratique allemande (RDA).

## Présentation
Le Tour de la RDA a été disputé durant toute la durée de l'existence de ce pays. Il faisait partie des compétitions pour "amateurs" inscrites au calendrier cycliste international établi par l'Union cycliste internationale. 37 éditions de cette course ont été organisées.

### Nom officiel

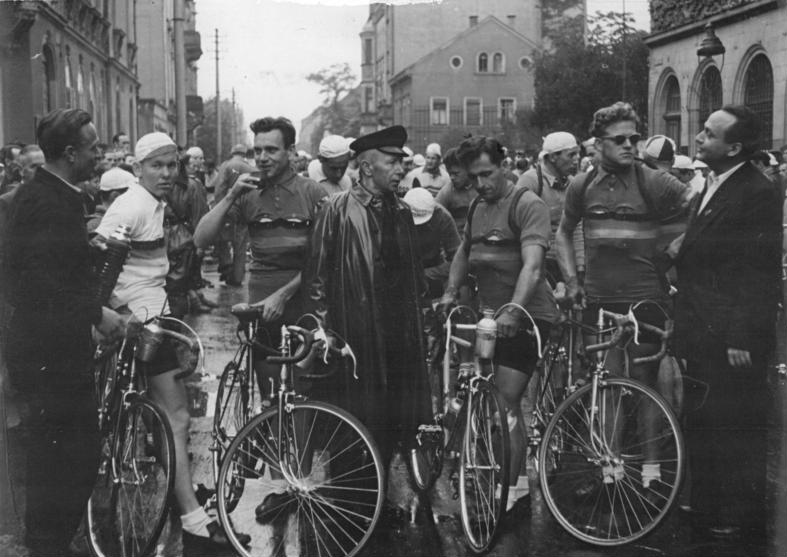
Cyclistes de RDA : Lothar Meister, Bernhard Trefflich, Gustav-Adolf Schur au départ d'une course sur route, début des années 1950

DDR-Rundfahrt ou Tour de RDA : lors de sa création en 1949, la course s'est appelée le Tour de la Zone orientale ou Ostzonen-Rundfahrt, car elle est antérieure à la date de la proclamation "officielle" de la RDA. L'intitulé générique "Tour de RDA" adopté à partir de 1950, est la contraction du nom officiel : "Tour de RDA, pour l'unité et la liberté de l'ensemble du sport allemand".

### Organisation
À la différence de la Course de la Paix, l'autre grande compétition cycliste internationale à parcourir les routes de l'Allemagne orientale, organisée par des organes de presse, l'organisation du Tour de RDA incombe directement à la Fédération cycliste de RDA. La première édition, en 1949, longue de 1 186 km, est courue en 7 étapes. Les deux Tours suivants, qui sont parmi les plus longs en kilométrage, 1 823 km en 1950, 1 747 km en 1951, sont fractionnés en 10 étapes, mais dès 1952 le nombre des étapes se stabilise entre 8 et 9.

### Participation
Hormis les coureurs de la RDA, le Tour de RDA n'a pu que rarement présenter un plateau international de valeur. La programmation de la course par l'UCI la rend itinérante dans le calendrier entre juin et septembre, voire octobre,  fait obstacle à des programmations externes.
Les participants proviennent de deux "viviers" : les équipes sont soit des sélections nationales, soit des sélections des divers districts de la RDA (équivalentes d'équipes régionales), soit des équipes des grands clubs de la RDA. Des exemples pris dans les 15 premières années d'existence de la course, permettent de mieux appréhender cette participation :

#### 1949-1957
- Équipes présentes au 1er Tour de RDA (9 au 18 septembre 1949)[6] :

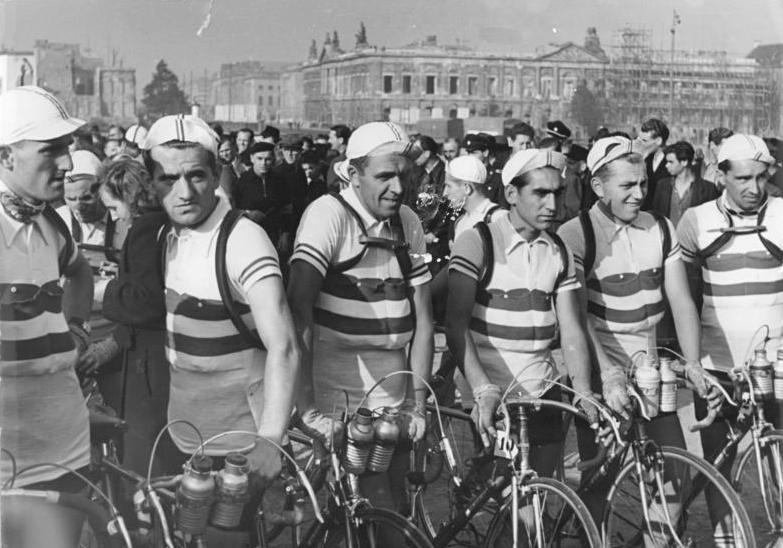
1951, dans Berlin en reconstruction, mais où les ruines de la Seconde guerre mondiale sont bien visibles, départ du 3e Tour de RDA, sous-nommé "Course pour la Paix des Nations".

  - Berlin (3 équipes), Chemnitz, Erfurt, Francfort-sur-l'Oder, Haale, Leipzig (2 équipes), Magdebourg.
- En 1950 (2-13 août), ce sont des équipes régionales, issues des "Länder" de la RDA qui envoient leurs sélections : Berlin, Thüringe, Saxe, etc. Bernhard Trefflich, le vainqueur, appartient à l'équipe de Thüringe.
- Équipes[7] au départ du 7e Tour de RDA (4 au 11 septembre 1955):
  - 2 équipes régionales viennent de la République fédérale d'Allemagne: "I.V Nordrhein-Westfalen"  et "Radsportverband Würtemberg".
  - 19 équipes de sociétés : SC et SV Einheit Berlin, SC et SV Wismut Karl-Marx-Stadt, SV Rotation Leipzig, SC Wissenschaft Leipzig (équipe de G-A. Schur), SV Motor, SV Stahl, SV Lokomotive, SV Post Berlin, SV Turbine, SV Dynamo Berlin, SV Chemie, SV Medizin Dresde, SV Traktor, etc.
- En 1956 (5-15 juillet), la configuration est semblable, mais un club belge, le WAC Hoboken, va fournir le vainqueur, Alfons Hermans. 2 équipes des "Länder" de RFA (Basse-Saxe et Rhénanie du Nord-Westphalie) sont aussi au départ[8]
- L'année 1957 (11-20 juillet) n'est pas sans alerter sur la santé réelle du cyclisme est-allemand. Pour la seconde année consécutive, le Tour "national" échappe aux coureurs du crû. Le Belge Eddy Pauwels succède au Belge Hermans,

### L'étatisation
En 1957, le sport de l'Allemagne de l'Est se restructure. Cela passe par la création de la D.T.S.B. (Deutschen Turn-und Sportbund), la Confédération sportive et Gymnique allemande, à laquelle se rattachent toutes les fédérations sportives. De 6000 clubs en 1960, la DTSB passe à 10 250 clubs en 1985, de 1,4 million de licenciés en 1960, le sport de RDA passe à 3,5 millions d'adhérents à la DTSB en 1985. Le cyclisme s'organise en une Fédération cycliste, la D.R.S.V. (Deutsche Radsport-Verband) qui adhère à la DTSB. Grâce aux victoires personnelles, ou par coureur interposé, de Gustav-Adolf Schur, Championnat du monde "amateurs" 1958, 1959, 1960, Course de la Paix 1959, 1960, grâce au succès de l'organisation des Championnats du monde 1960 à Leipzig et Karl-Marx Stadt (Chemnitz), la nouvelle Fédération cycliste débute sous des auspices rieurs. Pourtant en 1960, le Tour de RDA est sacrifié à l'organisation des "Weltmeisterschafften". La décennie qui suit est marquée par un recul des résultats internationaux, hormis les 2 victoires entre Berlin, Prague et Varsovie de Klaus Ampler (1963) et Axel Peschel (1968), par l'absence d'organisation du Tour de RDA en 1964 (pour cause de calendrier surchargé et de Jeux olympiques ?), en 1969, et 1970... Les effectifs des licenciés cyclistes traduisent le malaise, qui ne concerne pas que la RDA mais sous réserve d'inventaire, également la plupart des pays "cyclistes". Stagnant en 10 ans, de 1960 à 1970, les chiffres montrent la sortie de crise: en 1980, les effectifs doublent par rapport à 1960 et augmentent de près de 10 %, les 5 années suivantes.
- 1960 : 13 572 cyclistes (Athlétisme : 46 641 ; Motosport : 21 931)
- 1970 : 14 721 cyclistes (Athlétisme : 120 706; Motosport : 49 372)
- 1980 : 25 733 cyclistes (Athlétisme : 175 811; Motosport : 68 540)
- 1985 : 28 067 cyclistes (Athlétisme : 189 478; Motosport : 81 596)

#### À partir de 1958

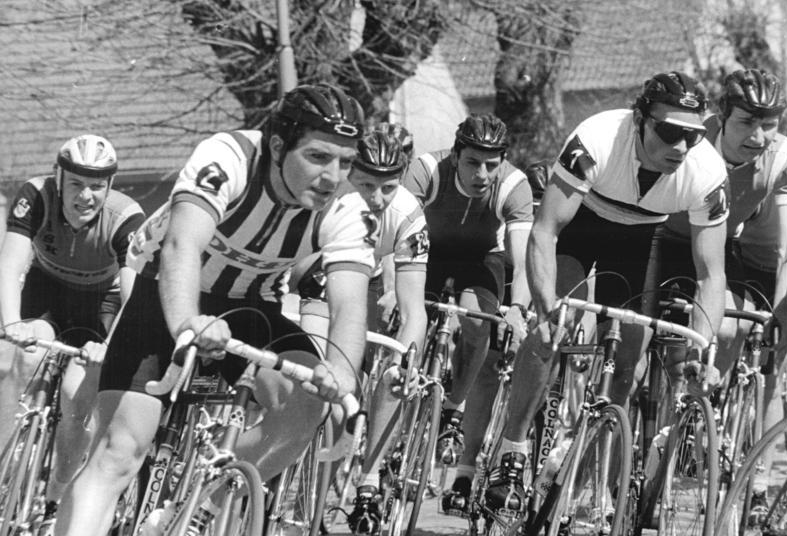
Uwe Ampler, ici à droite du cliché (no 1) a remporté le Tour de RDA à 3 reprises. C'est lui qui clôt le palmarès de cette course en 1989.

- En 1958, le Tour de RDA (4-12 juillet) est disputée selon une formule mixte, équipes nationales-clubs sportifs[12].
  - Équipes nationales : RDA I (victorieuse du challenge collectif), RDA II, Pologne, Grande-Bretagne, Belgique (classée 2e par équipes), Hongrie,
  - Équipes de clubs : SC Einheit, etc.

- Équipes présentes au Tour de RDA 1959 (30 juillet-8 août)[13] : 
  - équipes nationales de RDA, Belgique, RFA, Pays-Bas, Pologne, Hongrie, England.
  - équipes des clubs :  SC Dynamo, SV Lokomotive, SV DHfK, SC Einheit.

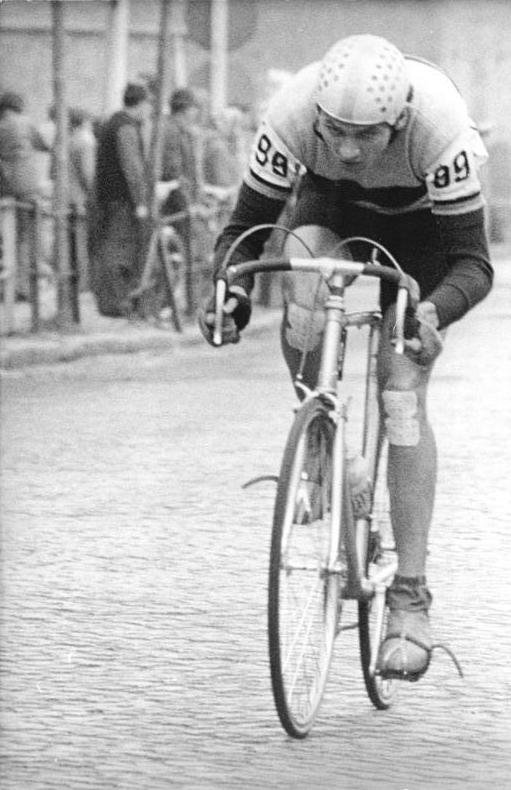
Bernd Drogan, ici en 1977 sur la Course de la Paix, symbolise le renouveau du cyclisme en RDA à la fin des années 1970. Il remporte 4 fois le Tour national.

- La formule change en 1961. La présence d'une sélection nationale de la RDA a abouti tant en 1958 qu'en 1959 au monopole des victoires d'étapes de cette équipe[14]... Elle est donc abandonnée.

- Équipes présentes au Tour de RDA 1961 (17-25 août)[15] :
  - équipes nationales : Pays-Bas, Pologne
  - équipes des clubs (dans l'ordre du classement par équipes) : SC DHfK (Leipzig) (Gustav-Adolf Schur, Klaus Ampler, Bernhard Eckstein), SC Dynamo (Berlin) (Hans Scheibner, Manfred Brüning), SC Wismut (Karl-Marx-Stadt) (Dieter Wiedemann), ASK Vorwärts (Leipzig) (Günter Hoffmann), SV Dynamo, SC DHfK 2, ASK Vorwärts 2, SC Wismut 2, SC Dynamo 2, SV Lokomotive.

## Les coureurs non allemands
- Seulement trois victoires ont été obtenues au classement final par des coureurs non allemands : 
  - Alphonse Hermans (Belgique) en 1956,
  - Eddy Pauwels (Belgique) en 1957,
  - Fedor den Hertog (Pays-Bas) en 1972.

- Un certain nombre d'autres coureurs étrangers y prirent des places d'honneur, belges ou hollandais. Le nombre est très restreint. 
  - Hubertus Zilverberg (Pays-Bas), 2e en 1959,
  - Michel Pollentier (Belgique), 3e et Marc Demeyer, 6e en 1971,
  - Hennie Kuiper (Pays-Bas), 2e en 1972,
  - Sven-Ake Nilsson (Suède), 2e en 1974,
  - Eddy Bouwmans (Pays-Bas), 2e en 1989.

- Il est à remarquer l'absence au palmarès du Tour de la RDA, de coureurs des nations dont le régime politique était idéologiquement proche de celui de la RDA, tels l'URSS ou la Pologne. Seule la Tchécoslovaquie délégua des sélections dépassant les "seconds couteaux". Ainsi:
  - Miloš Hrazdíra, 4e en 1971,
  - Hynek Kubicek, 3e, et Jiri Prchal, 4e en 1973,
  - Milan Jurčo, 4e en 1981,
  - Jiří Škoda, 3e en 1982 et 1983.

Un seul coureur soviétique figure parmi les 10 premiers du classement général, en 37 éditions d'un Tour cycliste resté très national. 
- - Youri Kachirine...8e en 1979.
  - Cette même année 1979, deux uniques victoires d'étape de coureurs soviétiques : Charkid Zagretdinov et Mikhail Akov.

## RDA: 34 victoires

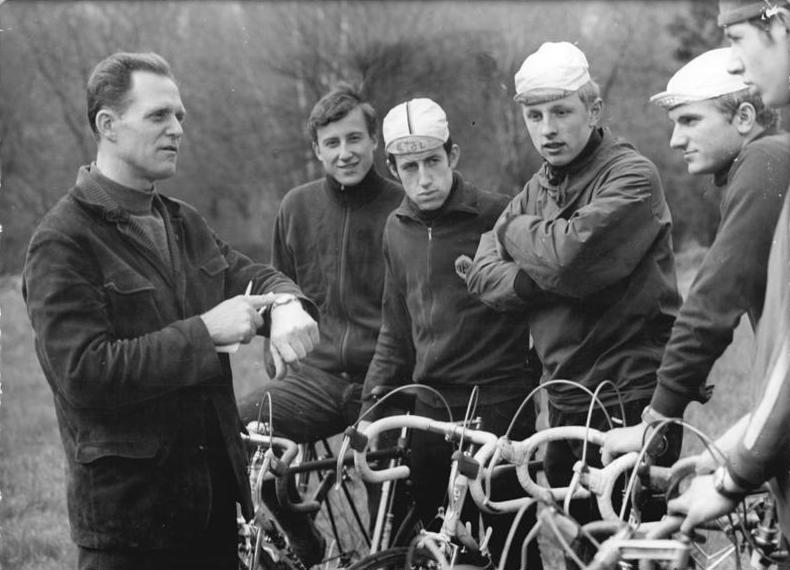
Après une carrière cycliste qui servit d'image de marque pour la RDA, Gustav-Adolf Schur, ici transmettant ses savoirs, cliché propagandiste, reste la référence cycliste de 40 ans d'histoire

- Deux champions remportèrent le Tour de RDA en 4 occasions : Gustav-Adolf Schur (1953, 1954, 1959, 1961) et Bernd Drogan (1977, 1978, 1979, 1982).

### Gustav Schur en son domaine
C'est lors de sa participation en 1951 au Tour de RDA, que le champion se fait remarquer. Il a 20 ans et termine juste au bas du podium. Ses performances sont notables:
- 1951 : 4e ....1953 : 1er ....1954 : 1er ....1955 : 5e.....1958 : 2e......1959 : 1er..... 1961 1er.....1962 : 4e....
- Entre 1951 et 1962, il porte le maillot jaune ("Gelben Trikot") durant 20 étapes
- Durant la même période Gustav-Adolf Schur remporte 18 étapes.

### Bernd Drogan, vainqueur de l'ère moderne
Né l'année du premier succès de Schur dans la Course de la Paix, issu de la petite communauté sorabe, 3 fois titré champion du monde, des "amateurs" en 1982 à titre individuel, en 1979 et en 1981 dans l'épreuve par équipes, Bernd Drogan est co-recordman des victoires au Tour de RDA, où il a accumulé les "places", après y avoir fait ses premiers tours de roue en 1974, à l'âge de 19 ans :
- 1976 : 13e ....1977 : 1er;....1978 : 1er;....1979 : 1er....1980 : 5e....1982 : 1er ....1983 : 7e ...... 1984 : 2e.
- 10 Victoires d'étapes : 1 en 1976, 1 en 1977, 2 en 1978, 1 en 1979, 1 en 1980, 2 en 1982, 1 en 1983, 1 en 1984.

## Palmarès
| Année | Distance    | Étapes | Vainqueur             | âge    | Deuxième              | Troisième             |
| 1949  | 1 186 km    | 7      | Max Bartoskiewicz     | 36 ans | Karl Heinz Hey        | Horst Gaede           |
| 1950  | 1 823 km    | 10     | Bernhard Trefflich    | 26 ans | Lothar Meister 1      | Erich Schulz          |
| 1951  | 1 747 km    | 10     | Bernhard Wille        | 25 ans | Pal Kucsera           | Lajos Szabo           |
| 1952  | 1 539 km    | 8      | Erich Schulz          | 38 ans | Walter Nickel         | Bruno Zieger          |
| 1953  | 1 672 km    | 9      | Gustav-Adolf Schur    | 22 ans | Georg Stoltze         | Werner Gallinge       |
| 1954  | 1 561 km    | 8      | Gustav-Adolf Schur    | 23 ans | Erwin Wittig          | Rudi Kirchhoff        |
| 1955  | 1 244 km    | 7      | Dieter Lüder          | 20 ans | Erich Schulz          | Günter Grünwald       |
| 1956  | 1 561 km    | 10     | Alphonse Hermans      | 19 ans | Siegfried Wustrow     | Heinz Zimmermann      |
| 1957  | 1 513 km    | 9      | Eddy Pauwels          | 22 ans | Gerhard Löffler       | Günter Oldenburg      |
| 1958  | 1 476 km    | 8      | Erich Hagen           | 22 ans | Gustav-Adolf Schur    | Egon Adler            |
| 1959  | 1 393 km    | 9      | Gustav-Adolf Schur    | 28 ans | Hubertus Zilverberg   | Günter Lörke          |
| 1960  | pas disputé |        |                       |        |                       |                       |
| 1961  | 1 384 km    | 8      | Gustav-Adolf Schur    | 30 ans | Klaus Ampler          | Dieter Wiedemann      |
| 1962  | 1 280 km    | 9      | Klaus Ampler          | 22 ans | Dieter Wiedemann      | Günter Hoffmann       |
| 1963  | 1 072 km    | 8      | Klaus Ampler          | 23 ans | Bernhard Eckstein     | Rainer Marks          |
| 1964  | pas disputé |        |                       |        |                       |                       |
| 1965  |             |        | Axel Peschel          | 23 ans | Bernhard Eckstein     | Günter Hoffmann       |
| 1966  | 946 km      | 6      | Dieter Grabe          | 21 ans | Dieter Voigtländer    | Lothar Lingner        |
| 1967  | 1 015 km    | 8      | Axel Peschel          | 25 ans | Siegfried Huster      | Dieter Grabe          |
| 1968  | 985 km      |        | Dieter Grabe          | 23 ans | Gerd Steiner          | Wolfgang Wesemann     |
| 1969  | pas disputé |        |                       |        |                       |                       |
| 1970  | pas disputé |        |                       |        |                       |                       |
| 1971  | 756 km      | 6      | Wolfgang Wesemann     | 22 ans | Dieter Gonschorek     | Michel Pollentier     |
| 1972  | 742 km      | 6      | Fedor den Hertog      | 26 ans | Hennie Kuiper         | Dieter Gonschorek     |
| 1973  | 965 km      | 7      | Dieter Gonschorek     | 29 ans | Siegfried Kramer      | Hynek Kubicek         |
| 1974  | 862 km      | 7      | Hans-Joachim Hartnick | 19 ans | Sven-Ake Nilsson      | Gerhard Lauke         |
| 1975  | 916 km      | 7      | Hans-Joachim Hartnick | 20 ans | Michael Schiffner     | Dietmar Käbisch       |
| 1976  | 1 162 km    | 8      | Siegbert Schmeisser   | 19 ans | Uwe Freese            | Bernard Kreczynski    |
| 1977  | 1 071 km    | 9      | Bernd Drogan          | 22 ans | Joachim Vogel         | Wolfgang Schröder     |
| 1978  | 1 035 km    | 7      | Bernd Drogan          | 23 ans | Peter Richter         | Thilo Fuhrmann        |
| 1979  | 937 km      | 7      | Bernd Drogan          | 24 ans | Hans-Joachim Hartnick | Martin Goetze         |
| 1980  | 986 km      | 9      | Falk Boden            | 20 ans | Olaf Ludwig           | Andreas Petermann     |
| 1981  | 914 km      | 7      | Lutz Lötzsch          | 22 ans | Thomas Barth          | Hans-Joachim Hartnick |
| 1982  | 991 km      | 7      | Bernd Drogan          | 27 ans | Thomas Barth          | Jiří Škoda            |
| 1983  | 938 km      | 7      | Olaf Ludwig           | 23 ans | Uwe Ampler            | Jiří Škoda            |
| 1984  | 918 km      | 7      | Falk Boden            | 24 ans | Bernd Drogan          | Lutz Lötzsch          |
| 1985  | 1 008 km    | 6      | Olaf Ludwig           | 25 ans | Dan Radtke            | Jens Heppner          |
| 1986  | 844 km      | 7      | Uwe Ampler            | 22 ans | Hardy Gröger          | Lutz Lötzsch          |
| 1987  | 1 201 km    | 8      | Uwe Ampler            | 23 ans | Jens Heppner          | Olaf Ludwig           |
| 1988  | 965 km      | 7      | Uwe Raab              | 26 ans | Dan Radtke            | Martin Goetze         |
| 1989  | 1 039 km    | 9      | Uwe Ampler            | 25 ans | Eddy Bouwmans         | Dirk Schiffner        |

## Sources
- Internet : les sites Mémoire du cyclisme et wielerarchieven.be, publient le palmarès (les 10 premiers) dans leur espace "forum".
- "papier" : elles sont très logiquement germanophones[28]. 
  - Die Jagd der 7 Etappen, supplément de Deutschen Sport-Echo, 16 pages, octobre 1949.
  - DDR-Rundfahrt 1953, brochure de 24 pages éditée par la Fédération cycliste de la RDA, Berlin, août 1953.
  - Radsport-Almanach, 1958/1959, éditions Junge Welt (Organe de la FDJ), 64 pages, Berlin, 1959.
  - Radsport-Almanach, 1960, éditions Junge Welt, Berlin, 1960.
  - Radsport-Almanach, 1961, éditions Junge Welt, Berlin, 1961
  - Radsport-Almanach Nr.4, éditions Junge Welt, 64 pages, novembre 1962.

Ces opus livrent des notes biographiques sur les coureurs cyclistes de la RDA, ignorés des sites cyclistes. Les suppléments Friedensfahrt, édités chaque année par Neues Deutschland, jusqu'en 1989 complètent la documentation.